# Ley de la Comisión Federal de Comercio
La Ley de la Comisión Federal de Comercio (Federal Trade Commission Act) de 1914 estableció la Comisión Federal de Comercio, un cuerpo de cinco miembros nombrados por el Presidente de los Estados Unidos para un período de siete años. Está Comisión estaba establecida para impartir órdenes a grandes corporaciones para detener las prácticas injustas en el comercio.
La agencia fue creada durante la presidencia de Woodrow Wilson y formó parte de las reformas de la "Progressive Era".